# Garbatka zygzakówka
Garbatka zygzakówka, zębica zygzakówka, garbatka wieniawka, wieniawka (Notodonta ziczac) – gatunek motyla z rodziny garbatkowatych. Zamieszkuje Palearktykę, od Afryki Północnej i Półwyspu Iberyjskiego po Rosyjski Daleki Wschód. Osobniki dorosłe są aktywne nocą.

## Taksonomia
Gatunek ten opisany został po raz pierwszy w 1758 roku przez Karola Linneusza pod nazwą Phalaena dromedarius na łamach dziesiątego wydania Systema Naturae. W jego obrębie wyróżnia się dwa podgatunki:
- Notodonta ziczac derbendica Daniel, 1965
- Notodonta ziczac ziczac (Linnaeus, 1758)

## Morfologia

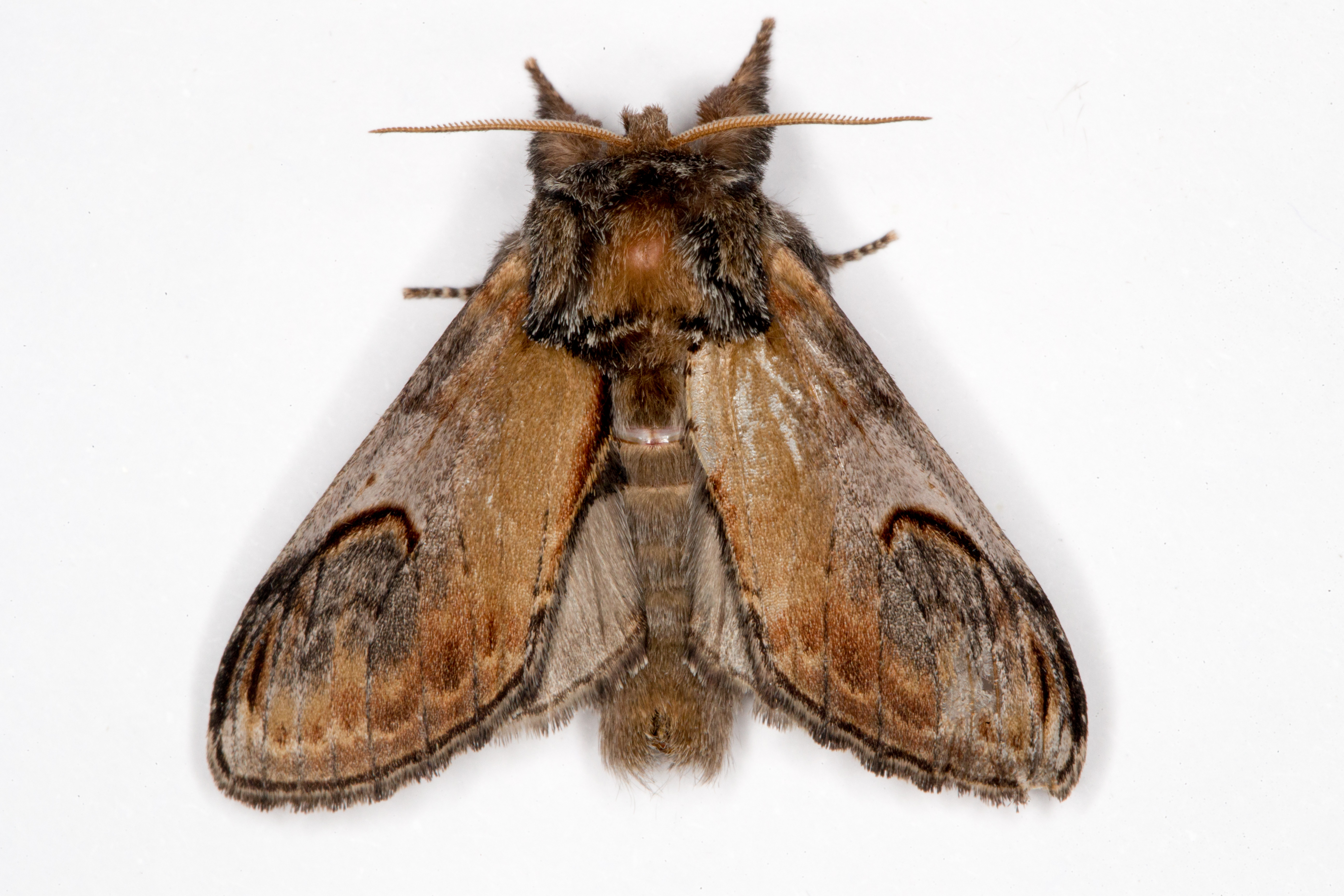
Imago w spoczynku

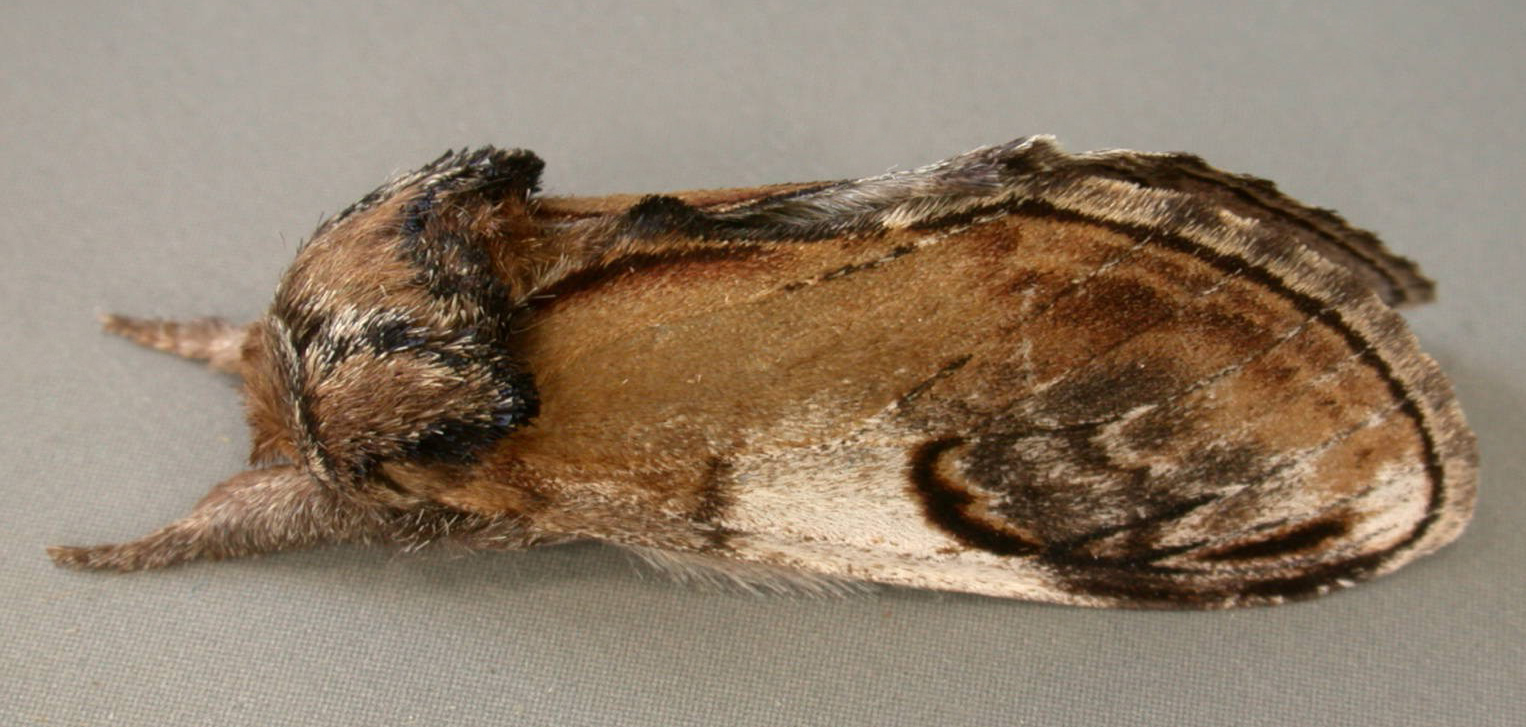
Imago w spoczynku, widok z boku

Motyl o krępym ciele i rozpiętości skrzydeł sięgającej od 44 do 48 mm. Głowa jest zaopatrzona w niecałkowicie owłosione oczy złożone, krótkie głaszczki i uwstecznioną ssawkę, natomiast pozbawiona jest przyoczek. Czułki osiągają ⅓ długości przedniego skrzydła i wykazują znaczny dymorfizm płciowy w budowie, będąc obustronnie grzebykowanymi u samca, zaś piłkowanymi lub ząbkowanymi u samicy. Owłosienie krótkiego i szerokiego tułowia jest gęste, ale nie formuje czuba pośrodku grzbietu. Skrzydło przedniej pary osiąga od 18 do 22 mm długości, ma wydłużony wierzchołek, skośną krawędź zewnętrzną i ząb na krawędzi tylnej. Tło tegoż skrzydła jest białawe lub białobrunatne z żółtawym lub oliwkowym odcieniem w części nasadowej, a z różowym odcieniem na środku części przedniej. Na tle tym występuje wzór obejmujący czarno zaznaczone żyłki, ciemnobrunatną plamę sierpowatą na żyłce poprzecznej, słabo wyodrębnione, zębate przepaski oraz ukośne czarne plamki przy przednim brzegu skrzydła. Barwa strzępiny jest brązowopopielata, miejscami ciemniejsza. Dość małe, owalne skrzydło tylne ma kolor białawy do kawowoszarego z ciemną linią na żyłce poprzecznej, czarnobrunatną plamą przy kącie tylnym i ciemną obwódką wzdłuż zewnętrznego brzegu. Odnóża są silnie owłosione, te tylnej pary mają dwie pary ostróg na goleniach. Duży odwłok ma cylindryczny kształt i gęste owłosienie.
Gąsienica charakteryzuje się obecnością dwóch lekko odgiętych, mięsistych garbów zlokalizowanych na grzbietowych częściach segmentów ciała piątego i szóstego. Ubarwienie gąsienicy jest zmienne. Brak jest u niej ciemnych tarczek nad stopami.

## Ekologia i występowanie

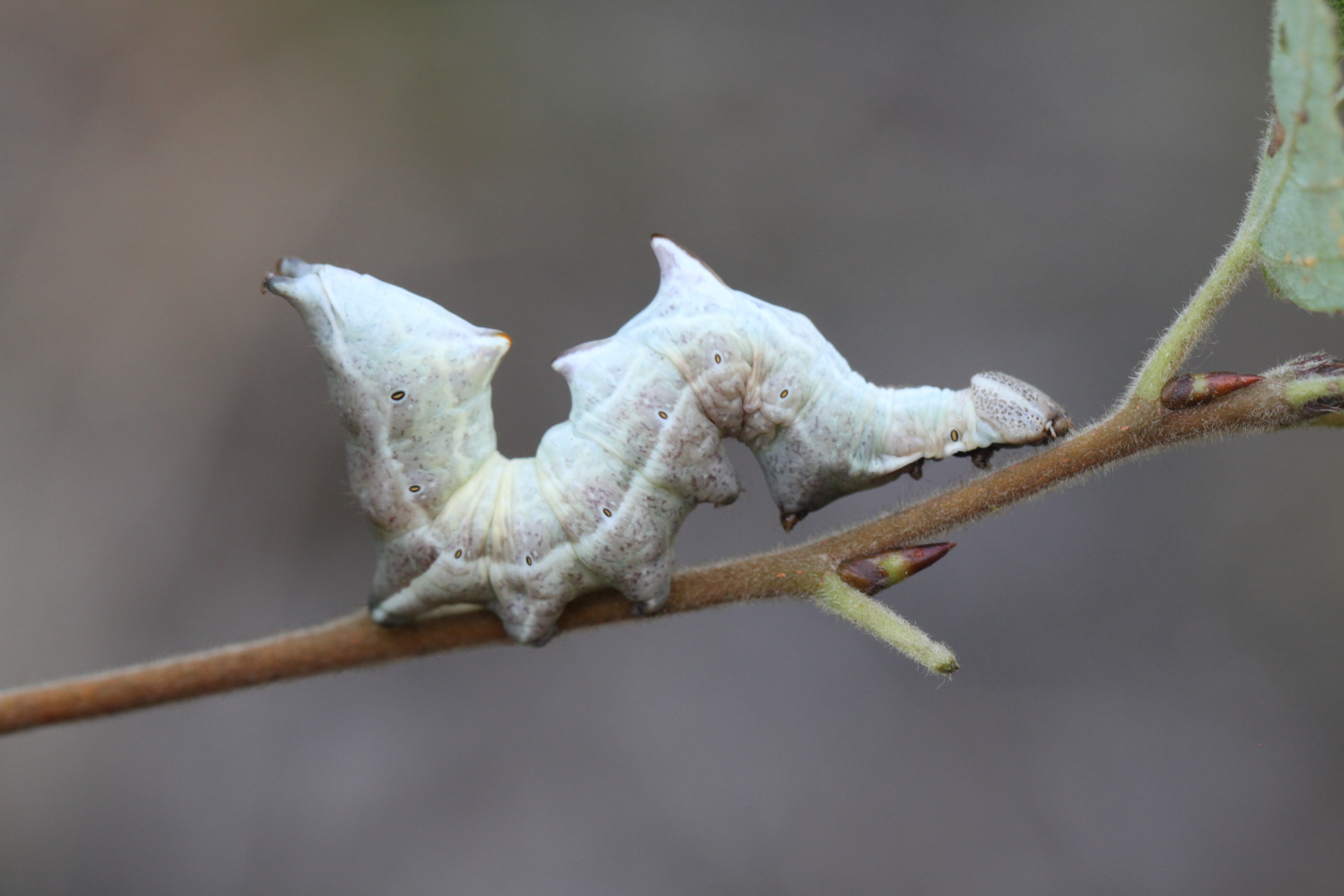
Biało ubarwiona gąsienica

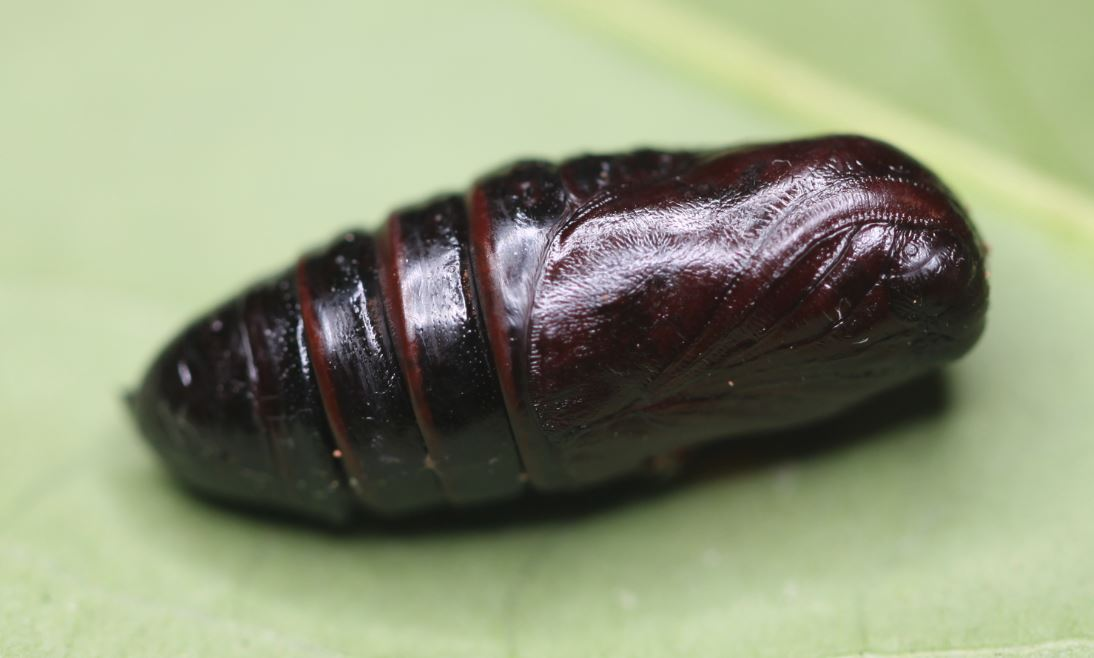
Poczwarka

Owad ten zasiedla lasy liściaste, w tym łęgowe, lasy mieszane, parki oraz przydrożne nasadzenia. Gąsienice są foliofagami żerującymi na liściach topól (w tym białej, balsamicznej, czarnej i osiki), wierzb (w tym: białej, borówkolistnej, iwy, kruchej, lapońskiej, pięciopręcikowej, płożącej, szarej, śniadej, uszatej), a rzadziej brzóz i olsz. Owady dorosłe nie pobierają pokarmu i są aktywne nocą. Przylatują do sztucznych źródeł światła.
W Europie Środkowej występują dwa pokolenia w ciągu roku. Motyle pierwszego z nich latają od drugiej połowy kwietnia do pierwszej połowy czerwca, a wydane przez nie gąsienice żerują w czerwcu i lipcu. Motyle drugiego pokolenia aktywne są od lipca do sierpnia. Gąsienice drugiego pokolenia żerują od sierpnia do września lub października. Gdy są wyrośnięte schodzą na glebę. Płytko pod jej powierzchnią konstruują oprzęd, w którym następuje przepoczwarczenie. Stadium zimującym jest poczwarka drugiego pokolenia.
Gatunek palearktyczny. W Europie znany jest z Portugalii, Hiszpanii, Andory, Irlandii, Wielkiej Brytanii, Francji, Belgii, Luksemburgu, Holandii, Niemiec, Szwajcarii, Liechtensteinu, Austrii, Włoch, Danii, Szwecji, Norwegii, Finlandii, Estonii, Łotwy, Litwy, Polski, Czech, Słowacji, Węgier, Białorusi, Ukrainy, Rumunii, Bułgarii, Słowenii, Chorwacji, Bośni i Hercegowiny, Serbii, Czarnogóry, Albanii, Macedonii Północnej, Grecji oraz europejskich części Rosji i Turcji. Na terenie Afryki Północnej stwierdzono go m.in. w Maroku. W Azji zamieszkuje Turcję, Lewant, Irak, Iran, Syberię, Rosyjski Daleki Wschód i Koreę. W Polsce jest gatunkiem pospolitym.